# Dipelta yunnanensis
Dipelta yunnanensis (sin. Linnaea yunnanensis), vrsta bjelogoričnog grma iz Yunnana u Kini. Pripada porodici kozokrvnica.

## Sinonim
- Dipelta ventricosa Hemsl.
- Linnaea yunnanensis (Franch.) Christenh.

- D. yunnanensis
- D. yunnanensis
- D. yunnanensis